# Lisa Zanoni-Johnson
Lisa Zanoni-Johnson, född 10 november 1890 i Enköping, död 29 augusti 1957 i Göteborg, var en svensk målare.
Hon var dotter till tjänstemannen Fredrik Zanoni och Augusta Andersson och från 1924 gift med överingenjören Anders Johnson. Zanoni-Johnson studerade vid Valands målarskola i Göteborg 1934–1938 och under ett flertal studieresor till Italien. Hon medverkade i samlingsutställningar arrangerade av Göteborgs konstförening på Göteborgs konsthall. Hennes konst består av stilleben, figurer, porträttstudier och landskapsmålningar i olja eller akvarell.  